# Acide 2,3-diaminopropionique
L'acide 2,3-diaminopropionique, ou β-aminoalanine, est un acide diaminé non protéinogène présent dans certains métabolites secondaires tels que la zwittermicine A (en) et la tuberactinomycine. Ce composé a également été identifié dans la météorite de Murchison.